# Game Over - Scacco alla regina
Game Over - Scacco alla regina (The Double 0 Kid) è un film del 1992 diretto da Dee McLachlan.
È un film commedia statunitense a sfondo avventuroso con Corey Haim, che interpreta un diciassettenne coinvolto in una storia di spionaggio, Brigitte Nielsen e Wallace Shawn.

## Produzione
Il film, diretto da Dee McLachlan su una sceneggiatura di Andrea Buck e dello stesso McLachlan con il soggetto di Steven Paul e Stuart Paul, fu prodotto da Eric M. Breiman e Steven Paul per la Crystal Sky Worldwide e la Prism Entertainment Corporation e girato a Los Angeles in California dal 19 marzo al 14 aprile 1992.

## Distribuzione
Il film fu distribuito negli Stati Uniti nel 1992 in VHS dalla Prism Entertainment con il titolo The Double 0 Kid.
Alcune delle uscite internazionali sono state:
- in Australia nel 1992
- in Canada nel 1992 (L'agent double 00)
- in Italia nel 1992
- in Finlandia nel 1993 (Teiniagentti 00 ja risat)
- in Germania nel 1993 (Auf der Spur des Terrors)
- in Polonia nel 1993 (Agent zero zero...)
- nel Regno Unito nel 1993
- in Venezuela nel 1993 (El mini-agente secreto)
- in Ungheria l'11 giugno 1993 (A dupla nullás kölyök)
- in Giappone il 23 luglio 1993
- in Italia (Game Over - Scacco alla regina)

## Promozione
La tagline è: "His Weapons: A Super Soaker and a Joystick. His Mission: To Save the World... Before Dinner!".